# 堂島颯人
堂島 颯人（どうじま はやと、1995年6月16日 - ）は、日本の男性声優。福岡県出身。アクロスエンタテインメント所属。

## 経歴
養成所R＆A VOICE ACTORS ACADEMYを卒業後、2020年1月にアクロスエンタテインメントに準預かりとなった。
2023年12月18日、art sonicよりソロアーティストデビュー。

## 人物
4人きょうだい。 兄が1人、姉が2人いる末っ子。 1番歳の近い姉が8歳差。
甥っ子と姪っ子がおり、配信番組などでは2人のことを小僧、小娘と呼びエピソードを語っている。
趣味・特技には、歌、ギター、ベース、ファッションを挙げている。
学生の頃やっていた恋愛シチュエーションゲームのクラナドの主人公を演じた中村悠一がきっかけで声優の道を視野に入れた。
大食いではあるものの、食事に対しては無頓着であり、朝ご飯にはよくシーチキンとご飯を食べている。本人曰く、野菜サプリはかかさず飲んでいるとのことである。 
視力が弱く、中学1年生でコンタクトレンズをつけるまでは周りの友達の顔もぼやけてあまり見えていなかったとのこと。
学生時代は、サッカー部でポジションは右サイドバックだった。
博物館や水族館が好き。
自然や生物が好きで、特に昆虫が好きだという。
勉強は嫌いではなかったが出席日数が足りずに高校1年生を2回やった。高校2年生で退学し、音楽系の専門学校に進む。

声優として事務所に所属する前はバンドマン(ギターボーカルを担当していた)として活動しており、現在は自身のTwitterに弾き語りを投稿するなどして注目を集めている。
自身でファッション好きを公言しており、周囲からは「新人声優とは思えない個性の爆発力」「最高にロックな見た目」と言われている。
身につけるアクセサリーにも大変なこだわりを持ち、
肌身離さず身につけている南京錠や、
「いい事や悪いことが合った時に買う」という指輪も、常に同じものを身につけ、
つける指や向きにも意味があるという。
日光アレルギーのため、晴れている日には日傘やサングラスなどの日除けグッズがかかせない。
また、潔癖症でもある。

## 出演
太字はメインキャラクター。

### テレビアニメ
2021年
- 遊☆戯☆王SEVENS（ゴーハ社社員）

2022年
- 天才王子の赤字国家再生術（ログリー、文官）
- ラブオールプレー（一ノ瀬俊輔）
- 4人はそれぞれウソをつく（男子生徒3）

2023年
- 鬼滅の刃 刀鍛冶の里編
- Helck（男）
- ゴブリンスレイヤーII（冒険者）
- 経験済みなキミと、経験ゼロなオレが、お付き合いする話。（男子生徒A）
- 川越ボーイズ・シング（2023年 - 2024年、森村充）

2024年
- 望まぬ不死の冒険者（冒険者）
- 神之塔 -Tower of God- 王子の帰還（アウグスグス）
- 多数欠（男）
- やり直し令嬢は竜帝陛下を攻略中（北方師団兵士A）

2025年
- ハニーレモンソーダ（同級生男子、男子生徒）
- ずたぼろ令嬢は姉の元婚約者に溺愛される（貴族）
- 薫る花は凛と咲く（不良）
- 陰陽廻天 Re:バース（カジキ）

### ゲーム
2021年
- グランサガ
- おしゃべり！ホリジョ！ホリスラッシュ（アツメルジャン）

2022年
- モンスターストライク（2022年 - 2024年、ダゴン、ローラン、ツヴァイ）

2023年
- ドラゴンクエストモンスターズ3 魔族の王子とエルフの旅
- アスタータタリクス（ランスロット）

2024年
- A3!（辛科景句)
- 18TRIP（久楽間潮）
- 東京ディバンカー（冠氷尋）
- 天使と悪魔の恋の宝石（ベルハルト・ルースト）
- 護縁（ケンコウ）

### ドラマCD
- Paradox Live Exhibition Show（2020年、インド人店主、CANDYの客）
- バディミッションBOND Extra Episode ～ヴィンウェイより愛をこめて～（2021年、オレク）

### 吹き替え
- 女神降臨（2024年、ハン・ソジュン[22]）

### ラジオ
※はインターネット配信。
- ひょろっと男子たち（2022年4月3日 -  2024年3月31日、文化放送）[23]
- ダブルディア シーズン4（2022年、RADIO TOMO※）[24]
- 月刊 新・男前通信11月号〜月刊 堂島颯人（2024年、文化放送モバイルplus※）[25]

### テレビ番組
※はインターネット配信。
- 青春高校3年C組「BL将棋」（2020年、テレビ東京）ナレーション
- お願い!ランキング「お願い!ランキング×ワールドトリガー オーディション」（2021年、テレビ朝日）
- 堂島颯人のおしごとしNight（2022年 - 、ニコニコ動画※）
- 実況×解説！ざわつきバラエティ「声優育成委員会」（2023年、BSフジ）
- 堂島颯人の僕の辞書に不可能という文字はない！（2023年 - 2024年、ニコニコ動画※）

### 朗読劇
朗読劇『初等教育ロイヤル』（2024年8月21-25日、こくみん共済 coop ホール/スペース・ゼロ）-佐々木くん 役

### その他コンテンツ
- Mics!!（2021年、神泉未來）
- Visual Karma（2021年 - 2022年、獅子王皇）
- GAMDOL（2021年 - 2022年、三札司臣）
- ハイドライバーズ（2022年 - 、鳥谷京）
- JAMROCK（2022年 - 、豹堂杢児）
- マガツノート（2022年 - 2024年、才蔵）
- コードジェム（2023年 - 、ニエ/二条）
- 補講男子（2024年 - 、堂満智[27]）

## ディスコグラフィ

### デジタルシングル
|      | 配信日         | 楽曲            | 備考 |
| ---- | -------------- | --------------- | ---- |
| 1st  | 2023年12月18日 | ひとり          |      |
| 2nd  | 2024年4月26日  | Scarlet Moon    |      |
| 3rd  | 2024年5月10日  | 火傷            |      |
| 4th  | 2024年6月7日   | コワレル        |      |
| 5th  | 2024年6月14日  | Kill me         |      |
| 6th  | 2024年6月21日  | 放縦daisy       |      |
| 7th  | 2024年6月28日  | 面              |      |
| 8th  | 2024年7月31日  | グレイ          |      |
| 9th  | 2024年8月23日  | CANDY           |      |
| 10th | 2024年9月6日   | Hope your dream |      |

### アルバム
|     | 発売日         | タイトル | 規格品番  |
| --- | -------------- | -------- | --------- |
| 1st | 2024年12月25日 | Reflect  | ASCD-1008 |

### キャラクターソング
| 発売日         | 商品名                                                            | 歌                                         | 楽曲                                         | 備考                               |
| -------------- | ----------------------------------------------------------------- | ------------------------------------------ | -------------------------------------------- | ---------------------------------- |
| 2022年4月27日  | 狂気≠深愛 ディストピア/宵闇ギルティ                               | 果実のバブル                               | 「狂気≠深愛 ディストピア」 「宵闇ギルティ」  | 『Visual Karma』関連曲             |
| 2023年7月14日  | Babylon-Nova Anthem                                               | Babylon-Nova                               | 「Babylon-Nova Anthem」                      | 『JAMROCK』関連曲                  |
| 2023年7月14日  | Money!Money!Money!                                                | 豹堂杢児（堂島颯人）、宝来清麿（小林裕介） | 「Money!Money!Money!」                       | 『JAMROCK』関連曲                  |
| 2023年8月23日  | マガツノート 戦CD『荒魂大祭』feat.化楽2「おねだり！ろまんちっく」 | 家康（美藤大樹）、才蔵（堂島颯人）         | 「おねだり！ろまんちっく【CHARACTER ver.】」 | 『マガツノート』関連曲             |
| 2023年10月15日 | マガツノート「Side:EXPOSE」Vol.1                                  | 才蔵（堂島颯人）                           | 「愛の鳥籠」                                 | 『マガツノート』関連曲             |
| 2024年4月18日  | From Season to Season!                                            | A3ders! & KICS                             | 「From Season to Season!」                   | ゲーム『A3! 』第四部主題歌         |
| 2024年5月15日  | 補講男子 1stドラマCD 〜Memory1〜                                  | WITHPER                                    | 「俺、テストに出ます。」                     | 『補講男子』主題歌                 |
| 2024年6月19日  | 18TRIP 'HAMA Nice Trip' -Day2-                                    | Day2                                       | 「ユースフルレジスタンス」                   | ゲーム『18TRIP』オープニングテーマ |
| 2024年6月26日  | 18TRIP 'HAMA Nice Trip' -Day2-                                    | Day2                                       | 「最強になろうぜ！」                         | ゲーム『18TRIP』エンディングテーマ |
| 2024年7月31日  | 18TRIP 'グッドラック'                                             | HAMAツアーズ                               | 「Shall we travel?」                         | ゲーム『18TRIP』エンディングテーマ |
| 2024年9月30日  | 補講男子 2ndドラマCD 〜Memory2〜                                  | WITHPER                                    | 「俺たち男子！」                             | 『補講男子』関連曲                 |
| 2024年10月23日 | ROCK ROCK                                                         | 堂満智（堂島颯人）                         | 「ROCK ROCK」                                | 『補講男子』関連曲                 |

### その他参加作品
| 発売日        | 商品名                                           | 歌                 | 楽曲             | 備考                                         |
| ------------- | ------------------------------------------------ | ------------------ | ---------------- | -------------------------------------------- |
| 2023年4月26日 | ラジオ「ひょろっと男子たち」テーマソングシングル | ひょろっと男子たち | 「STEP BY STEP」 | ラジオ番組『ひょろっと男子たち』テーマソング |

### ユニットメンバー
1. ↑  嗣永一虎（観世智顕）、黒宮柚子（梅田修一朗）、鷲崎陽翔（高橋佑太朗）、獅子王皇（堂島颯人）
2. ↑  M.S.P.C（CHEHON）、Magical Potion（PUSHIM）、八剱士魂（上村祐翔）、豹堂杢児（堂島颯人）、宝来清麿（小林裕介）、髑髏國生（前野智昭）、業（永塚拓馬）
3. ↑  佐久間咲也（酒井広大）、皇天馬（江口拓也）、摂津万里（沢城千春）、月岡紬（田丸篤志）、一ノ枝桃和（加藤大悟）、堂園伊吹（梅田修一朗）、辛科景句（堂島颯人）、柑子木紅羽（伊瀬結陸）
4. 1 2  藤代晴仁（小林裕介）、柏谷信（豊島聖人）、堂満智（堂島颯人）、貴志礼世（岡本信彦）、茶屋町義也（今井文也）
5. ↑  五十竹あく太（内田修一）、衣川季肋（佐藤祐吾）、斜木七基（大塚剛央）、輝矢宗氏（熊谷俊輝）、久楽間潮（堂島颯人）
6. ↑  西園練牙（小笠原仁）、大黒可不可（小林千晃）、叢雲添（中島ヨシキ）、神名雪風（深町寿成）、鹿礼光（水中雅章）、五十竹あく太（内田修一）、衣川季肋（佐藤祐吾）、斜木七基（大塚剛央）、輝矢宗氏（熊谷俊輝）、久楽間潮（堂島颯人）、北片來人（石谷春貴）、畔川幾成（堀金蒼平）、夏焼千弥（梅田修一朗）、木ノ内太緒（寺島惇太）、百目鬼潜（矢田悠祐）、蜂乃屋凪（坂田将吾）、白光糖衣（榊原優希）、白光琉衣（小松昌平）、棗夜鷹（光富崇雄）、夜半子タろ（堀江瞬）
7. ↑  浦和希、梅田修一朗、堂島颯人、森永彩斗